# تاريخ تشيكوسلوفاكيا (1948-1989)

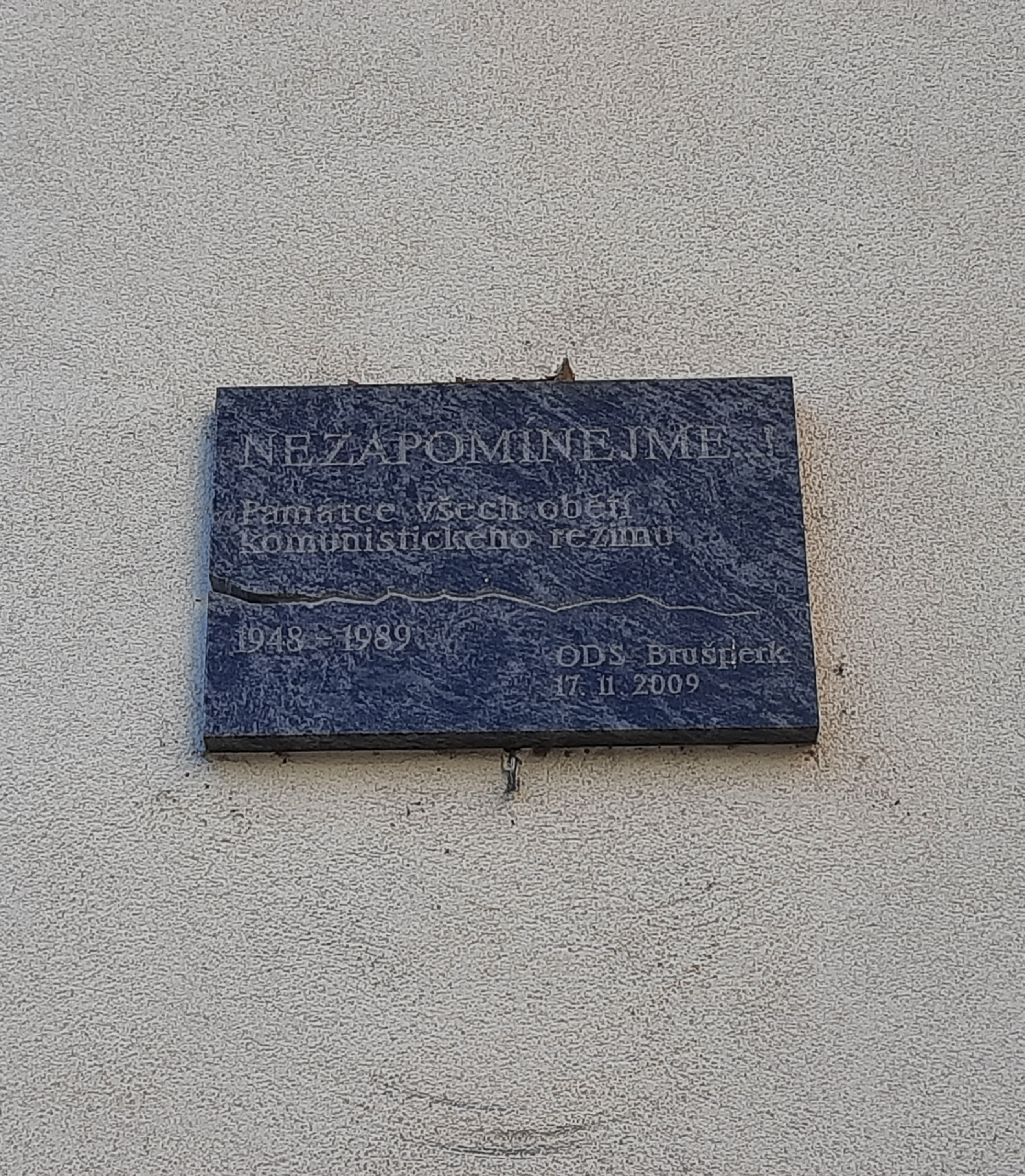
لوحة تذكارية لضحايا النظام الشيوعي، ك نام. 26، بروسبيرك

حكم الحزب الشيوعي تشيكوسلوفاكيا اعتبارًا من الانقلاب الشيوعي في فبراير 1948 إلى الثورة المخملية في عام 1989. كانت تشيكوسلوفاكيا تنتمي خلال هذه الفترة للكتلة الشرقية وحلف وارسو ومجلس التعاون الاقتصادي (كوميكون). واجه الآلاف من سكان تشيكوسلوفاكيا القمع والاضطهاد السياسي في ظل حكم الحزب الشيوعي.
في النهاية صدر قانون عام 1993 في تشيكوسلوفاكيا والذي أقر أن الحكومة الشيوعية في تشيكوسلوفاكيا كانت غير شرعية، وأن الحزب الشيوعي فيها كان منظمة إجرامية.

## الستالينية
رضخ الرئيس إدوارد بينيس في 25 فبراير 1948 لمطالب رئيس الوزراء الشيوعي كليمنت غوتوالد وعين مجلس وزراء يهيمن عليه الشيوعيون. رغم أن الحكومة اعتبرت حكومة وحدة وطنية لكن الوزراء غير الشيوعيين فيها كانوا مُهمشين. شكلت هذه الظروف غطاءً للانقلاب الشيوعي، وأقرَّت الجمعية الوطنية التي طُهرت من المعارضين دستورًا جديدًا للبلاد في 9 مايو 1948. لم يكن الدستور الجديد شيوعيًا بالكامل، فقد تضمن العديد من القوانين الليبرالية والديمقراطية، ولكنه عكس القوة الشيوعية من خلال البند الذي أعلن تشيكوسلوفاكيا جمهورية شعبية وهي الخطوة الأولى نحو الاشتراكية، والتي تحولت في النهاية إلى دولة شيوعية دكتاتورية اضطلع الحزب الشيوعي فيها بدور القيادة. رفض الرئيس بينيس التوقيع على ما سُمي دستور التاسع من مايو، ومع ذلك فقد أجريت الانتخابات في 30 مايو، وزُود الناخبون بورقة اقتراع واحدة من الجبهة الوطنية. استقال بينيس في 2 يونيو من نفس العام وأصبح غوتوالد رئيسًا للبلاد بعد 12 يومًا.
حدثت تغيرات هامة خلال السنوات التالية، فقد عمل الحزب الشيوعي الحاكم على القضاء على المعارضة في جميع مستويات المجتمع بما في ذلك الكنيسة الكاثوليكية. وانتشرت المبادئ الإيديولوجية للماركسية اللينينية، ووضع نظام التعليم بأكمله تحت سيطرة الدولة، وألغيت الملكية الخاصة لوسائل الإنتاج، وأصبحت تشيكوسلوفاكيا دولة تابعة للاتحاد السوفيتي، وعضوًا مؤسسًا في مجلس التعاون الاقتصادي (كوميكون) في عام 1949، وفي حلف وارسو في عام 1955، وأصبح تحقيق الاشتراكية على الطراز السوفيتي سياسة الحكومة المعلنة وهدفها.
ظلت تشيكوسلوفاكيا نظريًا دولة متعددة الأحزاب، إلا أن الشيوعيين كانوا يسيطرون على البلاد بالكامل، أصبحت المشاركة السياسية خاضعة لموافقة الحزب الشيوعي، إذ حُددت نسبة التمثيل المئوية للأحزاب غير الماركسية، وأصبحت الجمعية الوطنية التي طُهرت من المعارضين مجرد هيكل لتنفيذ برامج وخطط الحزب الشيوعي عام 1953. بدأ كليمنت غوتوالد بعد تثبيت حكمه سلسلة من عمليات التطهير الجماعي ضد المعارضين السياسيين والذين وصل عددهم إلى عشرات الآلاف، وحرم أطفال العائلات المدرجة في القائمة السوداء من فرص العمل الجيد والتعليم العالي، وحدثت هجرة واسعة النطاق إلى ألمانيا الغربية والنمسا، وعُدل النظام التعليمي لإتاحة الفرص لطلاب الطبقة العاملة. كان غوتوالد يسعى إلى خط سياسي أكثر استقلالية، لكن اجتماعًا قصيرًا مع ستالين في عام 1948 أقنعه بتغيير رأيه، فبدأ السعي إلى فرض النموذج السوفيتي. تدهورت صحة غوتوالد بحلول عام 1951، إذ كان يعاني من أمراض القلب والزهري بالإضافة إلى إدمان الكحول، وهو ما حد من نشاطاته السياسية في عامه الأخير. توفي غوتوالد في 14 مارس 1953 جراء أم دم أبهرية بعد أسبوع واحد فقط من حضوره لجنازة ستالين في موسكو. خلفه زابوتوكي رئيسًا للبلاد، ونوفوتني أمينًا عامًا للحزب الشيوعي، وأصبح نوفوتني رئيسًا في عام 1957 بعد وفاة زابوتوكي.
نص دستور التاسع من مايو على تأميم جميع المؤسسات التجارية والصناعية التي تضم أكثر من خمسين موظفًا، فقضي على القطاع الخاص غير الزراعي، واقتصرت الملكية الخاصة للأراضي على خمسين هكتارًا، وكانت معالم الاقتصاد التشيكوسلوفاكي تُحدد من خلال الخطط الخمسية. بدأت تشيكوسلوفاكيا في التأكيد على التطور السريع للصناعة الثقيلة، فأعيد تنظيم القطاع الصناعي مع التركيز على المعادن والآلات الثقيلة وتعدين الفحم، وتركز الإنتاج في وحدات أكبر، إذ خفض عدد المصانع من 350 ألف مصنع في فترة ما قبل الحرب إلى حوالي 1700 مصنع بحلول عام 1958. ارتفع الناتج الصناعي بنسبة 233% بين أعوام (1948-1959)، وزادت فرص العمل في القطاع الصناعي بنسبة 44%. على الرغم من أن النمو الصناعي في تشيكوسلوفاكيا كان كبيرًا لكنه أقل بكثير من معدلات النمو في اليابان (300%) وفي ألمانيا الغربية (300%)، وقارب النمو الصناعي في النمسا واليونان وفرنسا وإيطاليا.